# Busan Lotte Town Tower
La Busan Lotte Town Tower est un gratte-ciel situé à Busan, en Corée du Sud, comportant 30 étages, d'une hauteur de 380 m (1,250 pieds). La construction du projet initial (une tour de 510 mètres) a commencé en 2009, mais a été interrompue en 2014. La construction du projet révisé doit débuter en 2024, pour un achèvement prévu en 2028.
Cette tour emblématique est la pièce maîtresse de la nouvelle ville de Busan ; sa construction est réalisée en deux phases. La première phase comprend un grand magasin et le cinéma, qui a été achevée en 2013, alors que la seconde phase comprendra un hôtel de luxe, une terrasse d'observation, des bureaux et des équipements culturels dans un gratte-ciel de 30 étages. La conception du gratte-ciel amène l'observateur à imaginer un navire mis à la verticale, dont les courbes reflètent le port de la ville. Les parkings souterrains seront capables d'accueillir plus de 2 400 voitures.